# Petrobiona massiliana
Petrobiona massiliana és una espècie d'esponges calcàries (Calcarea), l'única del gènere Petrobiona i de la família Petrobionidae. Va ser descrita per Jean Vacelet i Claude Lévi el 1958.